# Raining Men (canção)
"Raining Men" é uma canção da cantora barbadense Rihanna, gravada para o seu quinto álbum de estúdio Loud. Conta com a participação da rapper Nicki Minaj e foi composta por Melvin Hough II, Rivelino Wouter, Timothy Thomas, Theron Thomas, Onika Maraj, sendo que a produção esteve a cargo de Mel & Mus. A sua gravação decorreu em 2010 nos Cahuenga Pass Studios, em Los Angeles, na Califórnia. Embora não tenha recebido lançamento como single, foi promovida nas áreas urbanas das rádios norte-americanas a partir de 7 de dezembro de 2010 e passado um mês foi relançada com os mesmos critérios para divulgar o disco.
A canção deriva de origens estilísticas do hip-hop, o seu arranjo musical é composto por sintetizadores e é definida por um andamento moderado, com um metrónomo de oitenta batidas por minuto. Recebeu críticas mistas, sendo apreciada pela química entre Rihanna e Minaj, embora os avaliadores tenham considerado que ambas falharam em conseguir algo novo e original para o trabalho. Mesmo sem obter a promoção de singles anteriores, a obra entrou nas tabelas musicais da Coreia do Sul, Reino Unido e Estados Unidos. A sua divulgação consistiu apenas na interpretação ao vivo durante digressão mundial The Loud Tour em cidades como Toronto, Las Vegas e São Paulo.

## Antecedentes e promoção

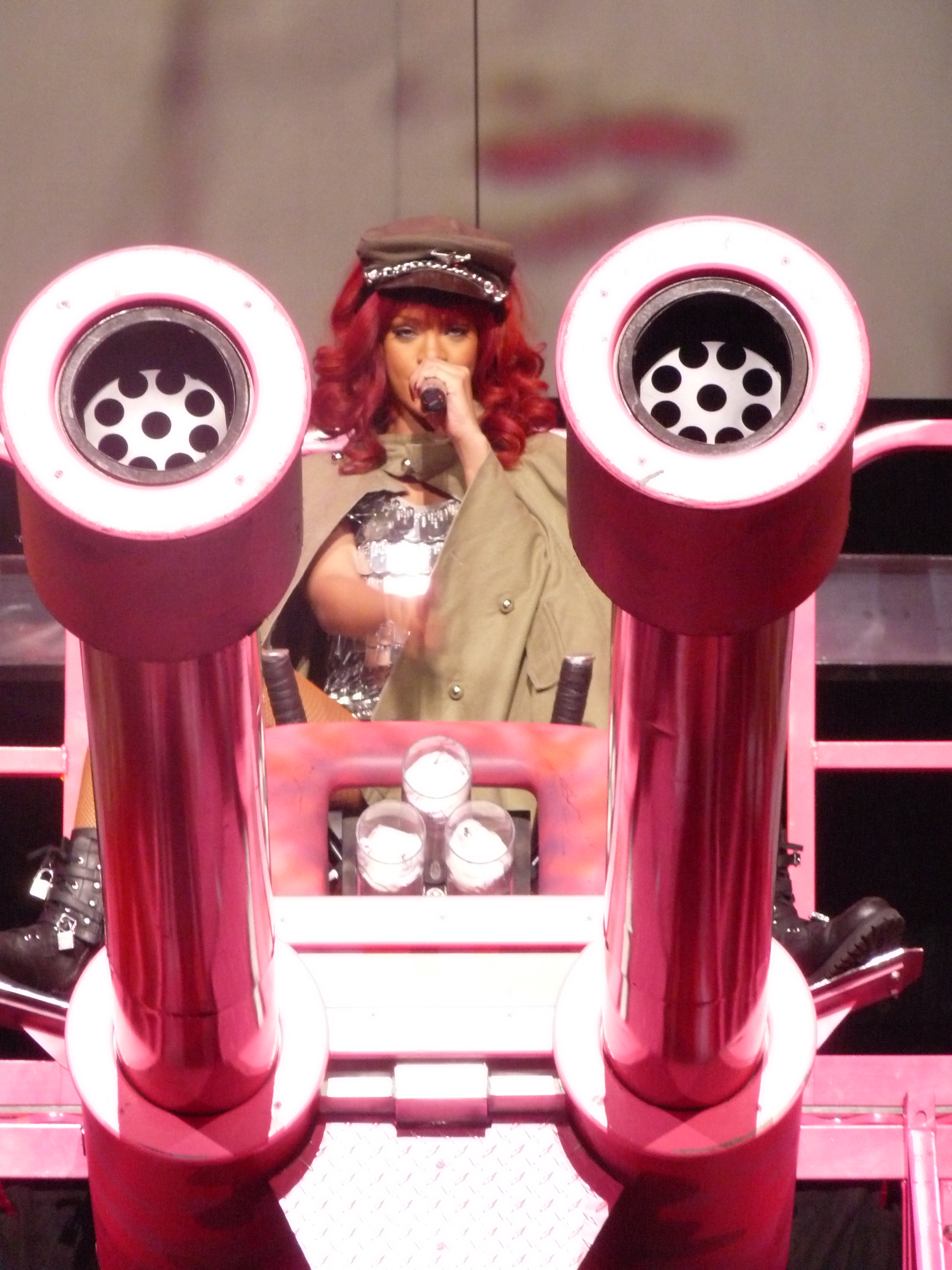
Rihanna a interpretar ao vivo a canção, durante a sua digressão mundial The Loud Tour, na Flórida.

Após o lançamento do disco Loud em novembro de 2010, Rihanna deu uma entrevista à MTV News na qual falou sobre a canção, descrevendo-a como "realmente divertida", "de ritmo acelerado, mas do tipo peculiar e engraçada". Numa entrevista para a BBC Radio, Nicki Minaj falou sobre o conceito da letra, afirmando o seguinte: "Queria ser alucinante apenas, para ser sincera escrevi a faixa na cama. Estava a ter um dia mais descansado, e enviaram-me a melodia com o pedido de estar finalizada no prazo de 24 horas e então escrevi", disse a rapper. Minaj ainda confidenciou que queria ter feito algo mais "melódico e maluco", mas não "podia voltar atrás, pois já estava feito", contudo, depois do produtor executivo L.A. Reid repetir o verso que queria aperfeiçoar, "It's raining men, fat bitches", afirmou querer "desaparecer" porque não conseguia acreditar no episódio.
À estação de rádio Capital FM, Rihanna explicou mais detalhes sobre todo o processo de colaboração, afirmando o seguinte:
| “ | Sabem que eu trabalhei com ela antes do Rated R e queria que simplesmente escrevesse algumas boas baladas para mim e mal podia esperar para tê-la no meu projeto e trabalharmos de novo... Estou realmente surpresa pela sua escrita. [Nicki] não faz rap apenas, mas também escreve as suas próprias linhas. Foi realmente muito fácil. Nós estávamos num impasse com os textos e como iríamos sequer chegar a fazê-los em dois lugares diferentes com dois horários opostos. | ” |

"Raining Men" foi enviada para as rádios norte-americanas urbanas a 7 de dezembro de 2010, a fim de promover o lançamento do quinto disco de originais Loud, e a 25 de janeiro de 2011 foi relançada para a mesma área pela Def Jam Recordings. A única forma de divulgação que a música recebeu foram as frequentes interpretações ao vivo durante a digressão mundial The Loud Tour em várias cidades norte-americanas. As duas artistas tornaram a colaborar no álbum de estúdio da rapper Nicki Minaj, Pink Friday, na música "Fly" que foi lançada como single em outubro de 2011.

## Estilo musical e composição
"Raining Men" é uma canção de tempo moderado que incorpora elementos de estilo hip-hop, produzida por Mel & Mus. A sua gravação decorreu em 2010 nos Cahuenga Pass Studios em Los Angeles, na Califórnia. A letra foi escrita por Melvin Hough II, Rivelino Wouter, Timothy Thomas, Theron Thomas e Onika Maraj. De acordo com a partitura publicada pela Universal Music Publishing Group, a música foi escrita em compasso simples, num andamento moderado (groove) com um metrónomo de oitenta batidas por minuto. Composta na chave de si bemol maior com o alcance vocal que vai desde da nota baixa de sol, para a nota de alta de si bemol maior. Stacey Anderson da revista Spin comentou que as palavras proferidas por Minaj estão estilizadas para projetar "uma contorção sem fôlego no seu próprio espetáculo completamente demente", referindo-se também à velocidade com que são interpretadas. De acordo com Jon Pareles da The New York Times, liricamente a música concentra-se em Rihanna e Nicki "cantarem sobre uma infinita oferta de homens disponíveis". Ainda sobre a letra, Kevin O'Donnell, também escritor da Spin, considerou que era "um hino de fortalecimento feminino" próprio das duas intérpretes.

## Receção pela crítica

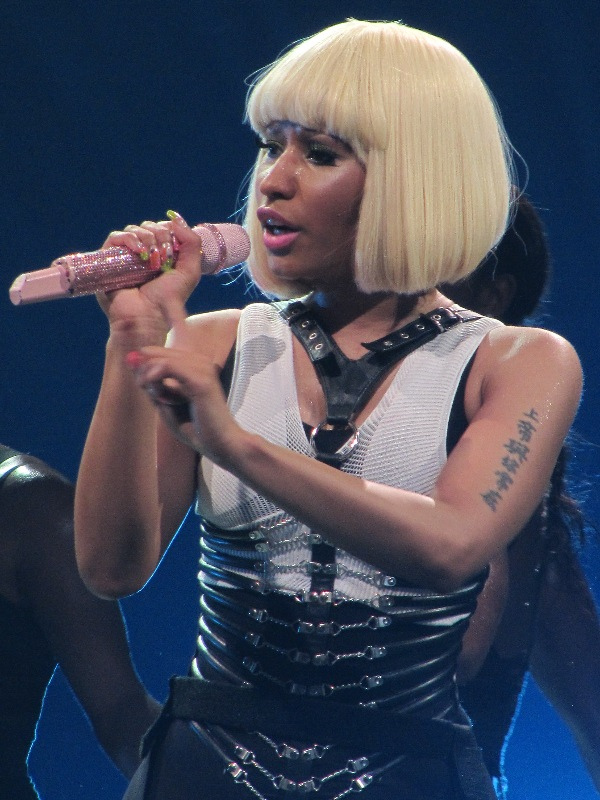
"Raining Men" recebeu análises mistas, sendo apreciada pela química entre Rihanna e Minaj (foto), mas os críticos consideraram que falharam em obter algo novo e original para o trabalho.

As críticas atribuídas foram mistas, pois segundo as avaliações a química entre as duas artistas é inegável, mas faltou originalidade e capacidade de fazer algo novo. Jon Pareles e Jon Caramanica do jornal The New York Times comentaram que "Rihanna partilha a batida mecanizada com Nicki Minaj, cantando sobre uma fonte infinita de homens disponíveis". Stacey Anderson, da Spin, considerou que a canção era o destaque do álbum, descrevendo-a como "uma colaboração gloriosamente excêntrica que confunde as duas vozes, o ar dissolve-se na mente a ponto de criar uma fusão, e a cena de Minaj ficar sem fôlego na simples palavra "realmente" (really) é totalmente demente". A BBC Music explicou que Nicki Minaj atuava como "parceira no crime em "Raining Men", os seus movimentos cinemáticos complementam a grande entrega de Rihanna, a fim de provocar um efeito perverso", e Jim Farber do tabloide New York Daily News também considerou importante a aparência da rapper, acrescentando que "fazem um bom par numa desmontagem completa da música disco "It's Raining Men" pelas The Weather Girls. Não é uma canção gay sobre luxúria, mas sim uma declaração de garantia de que nenhum homem deveria provocar muita preocupação". Chris Richards do The Washington Post esclareceu que "Minaj, uma rapper de raciocínio rápido capaz de assumir as vozes de uma dúzia de personagens numa única canção, deixa de transmitir qualquer conhecimento sobre a sua colega", ao contrário de Emily Mackay da NME que adjetivou a colaboração como "intensa", complementando que "joga bastante com os pontos fortes de ambas na colaboração de "hip-pop"".
August Brown do Los Angeles Times disse que "Cheers (Drink to That)" e "Raining Men" eram cheias de conteúdo e corajosas, de tal forma que se transformam num retorno ao Rated R que transmite mais que uma imagem mais calibrada". Brown afirmou que "a sua prerrogativa como artista [Rihanna] é certamente merecida", deixando a eterna interrogação sobre "o que está ela realmente a sentir?" Ryan Dombal da revista Pitchfork Media foi mais crítico na sua análise da faixa, comentando que "é uma exploração descarada de Beyoncé que seria rapidamente descartada se não fossem os seus versos característicos que roubam a cena à convidada Nicki Minaj", assim como James Reed do Boston Globe que também notou semelhanças entre a composição da música e de outros trabalhos da cantora norte-americana Beyoncé Knowles, referenciando que "'Raining Men' apresenta um empréstimo elevado dos acordes de "Diva", contendo Minaj como convidada numa rima tipicamente maníaca". Reed terminou a sua crítica considerando que "a mensagem da canção funciona como a mantra do álbum: Alguns gatos têm realmente nove vidas".

## Desempenho nas tabelas musicais
A faixa conseguiu entrar no 41.º lugar da tabela musical da Coreia do Sul, Gaon International Chart, além da Billboard R&B/Hip-Hop Songs, onde atingiu a 48.ª posição, posteriormente ao seu lançamento na lista musical urbana das rádios norte-americanas. A música também registou entrada na tabela musical UK Singles Chart no 142.º lugar.

### Posições
| Tabela musical (2010-2011)                      | Melhor posição |
| ----------------------------------------------- | -------------- |
| Coreia do Sul - Gaon International Chart        | 41             |
| Estados Unidos - Bubbling Under Hot 100 Singles | 11             |
| Estados Unidos - Billboard R&B/Hip-Hop Songs    | 48             |
| Reino Unido - UK Singles Chart                  | 142            |
| Reino Unido - UK R&B Singles Chart              | 30             |

## Créditos
Todo o processo de elaboração da canção atribui os seguintes créditos pessoais:
- Rihanna – vocalista principal;
- Nicki Minaj - vocalista convidada, composição;
- Melvin Hough II - composição;
- Rivelino Wouter - composição;
- Timothy Thomas - composição;
- Theron Thomas - composição, vocais de apoio;
- Dana Nielson - gravação musical;
- Kuk Harrell - produção e gravação vocal;
- Josh Gudwin, Marcos Tovar, Ariei Chabaz - gravação vocal;
- Jaycen Joshua - mistura;
- Jesus Gornica - assistência de mistura.

## Histórico de lançamento
"Raining Men" foi promovida somente nas rádios norte-americanas, sem receber qualquer outro tipo de divulgação como canções anteriores.
| País           | Data                  | Formato                    | Editora discográfica |
| -------------- | --------------------- | -------------------------- | -------------------- |
| Estados Unidos | 7 de dezembro de 2010 | Rádio urban                | Def Jam              |
| Estados Unidos | 25 de janeiro de 2011 | Rádio urban (relançamento) | Def Jam              |